# Hermann Petersen (Politiker, 1844)
Hermann Petersen (* 5. Oktober 1844 in Oldenburg in Holstein; † 1. Mai 1917 in Hamburg) war ein deutscher Jurist, Richter und Politiker, der als Schwarzburg-Sondershäusischer Staatsminister Bedeutung erlangte.

## Leben
Als Sohn eines Justiziars geboren, studierte Petersen nach dem Besuch des Gymnasiums in Glückstadt Rechtswissenschaften an der Christian-Albrechts-Universität zu Kiel und an der Universität Leipzig. Während seines Studiums wurde er 1863 Mitglied der Burschenschaft Teutonia zu Kiel. 1870 wurde er als Soldat im Deutsch-Französischen Krieg bei Gravelotte schwer verwundet. Nach dem Staatsexamen wurde er Amtsrichter in Altona und später in Hamburg. 1887 wurde er Oberregierungsrat und stimmführendes Mitglied des Fürstlich Schwarzburgisch-Sondershausener Ministeriums. Er stand den Abteilungen für Kirchen- und Schulsachen, für Justiz, später des Innern vor. Er war auch Direktor des Landeskrankenhauses. 1888 wurde er zum Staatsrat ernannt und leitete ab 1889 das Staatsministerium und die Erste Abteilung. Ab 1890 war er Schwarzburg-Sondershäusischer Staatsminister. Er wurde Wirklicher Geheimer Rat und war Bevollmächtigter zum Bundesrat. 1909 ging er in Pension.
Kirchlich engagierte er sich im Vorstand der Allgemeinen Evangelisch-Lutherischen Konferenz.

## Ehrungen

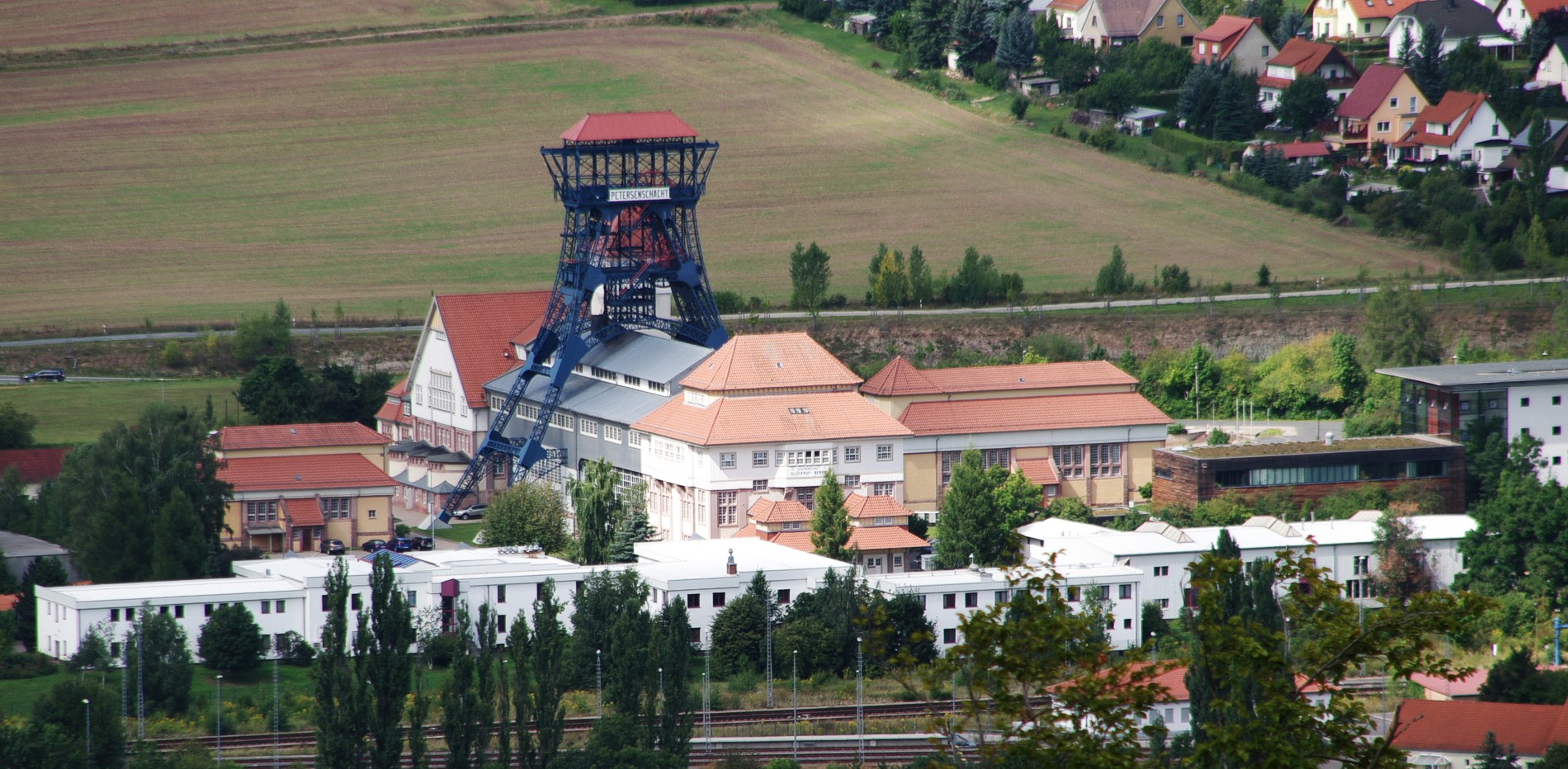
Der Petersenschacht des Kaliwerks Glückauf in Sondershausen

- 1870/1871: Eisernes Kreuz I. Klasse
- 1889: Fürstlich Schwarzburgisches Ehrenkreuz 1. Klasse
- 1890: Fürstlich Schwarzburgisches Ehrenkreuz 1. Klasse mit Krone
- 1893: Ehrentitel Exzellenz
- 1896: Ehrenbürgerwürde der Stadt Sondershausen[1]
- 1904: Ehrenbürgerwürde der Stadt Arnstadt[2]
- 1909: Fürstlich Schwarzburgisches Ehrenkreuz 1. Klasse mit Krone und Brillanten
- 1909 wurde der Petersenschacht in Sondershausen nach ihm benannt.
- königlich preußischer Kronen-Orden 1. Klasse
- Großkreuz des großherzoglich sächsischen Hausordens der Wachsamkeit / des Hausordens vom Weißen Falken
- Großkreuz des herzoglich Sachsen-Ernestinischen Hausordens